# Consiglio delle Chiese cristiane
In varie realtà locali italiane, i consigli delle Chiese cristiane sono organismi intesi a promuovere il dialogo e le attività ecumeniche tra le diverse confessioni religiose cristiane presenti a livello locale.

## Storia e finalità
A partire dagli ultimi anni del secolo scorso, sulla spinta della crescente sensibilità ecumenica ed ispirandosi al modello internazionale del CEC e dei consigli ecumenici delle chiese in sede nazionale, sorti in molte nazioni, in alcune realtà locali italiane si sono venuti formando degli organismi di coordinamento locale tra diverse confessioni cristiane che hanno preso quasi ovunque il nome di "consiglio delle Chiese Cristiane" o  "consiglio locale delle Chiese cristiane".
Le finalità sono quelle di testimoniare insieme il Vangelo di Cristo promuovendo la conoscenza reciproca e il dialogo teologico tra le Chiese e proponendo indicazioni di pastorale ecumenica .
I primi due Consigli a formarsi sono stati il  Consiglio locale delle chiese cristiane di Venezia nel 1993 e il  Consiglio delle chiese cristiane di Milano nel 1998, seguiti poi da diversi altri.

## Composizione e distribuzione territoriale
Pur nelle differenze tra le varie realtà locali, ai consigli delle Chiese cristiane in genere partecipano la Chiesa cattolica, Chiese ortodosse bizantine e Chiese protestanti. A volte, là dove sono presenti sul territorio, sono rappresentate anche la Comunione anglicana e le Chiese ortodosse orientali.
La struttura territoriale a volte fa riferimento alla divisione cattolica in diocesi (ad es. i Consigli di Milano, di Verona, di Modena, di Parma, di Venezia, di Reggio Calabria, di Padova, di Bologna, di Firenze e di Mantova), altre volte riguarda realtà territoriali più ampie (come il Consiglio delle Chiese cristiane della Capitanata, che riunisce le cinque diocesi della provincia di Foggia e le realtà regionali come il Consiglio delle Chiese della Campania, il Consiglio delle Chiese cristiane delle Marche e quello dell'Umbria).